# 陳大天
陳道賢（英語：Daniel Chen，1988年4月13日—），藝名陳大天，舊藝名小蝦，台灣藝人，擅長模仿。大學就讀中國文化大學中國戲劇學系。也跟大學同學小白成為模仿團體，大學畢業後各自單飛。現為知名綜藝節目主持人張小燕的旗下藝人，在模仿領域拜邰智源為師。

## 生平
小蝦從小立志當諧星。當時因為還在求學，沒有跟陳漢典一樣參加《全民大悶鍋》的選拔賽，後於2007年參與《超級旁門左道》嶄露模仿天分。2008年以「快樂二世代之四嗆」正式出道，為華視《快樂星期天》校園快樂幫二代。
2011年8月31日在《康熙來了》與Hold住姐（謝依霖）同場演出，因模仿費玉清唱B-BOX技驚全場，迅速成為話題人物，被認為是另一新生代藝人陳漢典的勁敵 。 其他模仿的藝人有費玉清、黃立成、黃立行、信、楊宗緯、林宥嘉、金城武、李玖哲、盧廣仲等，其外表也像赤木剛憲。
小蝦曾經是飛碟電台《就愛盧音樂》節目主持、飛碟電台‧南台灣之聲《瞎掰百分百》節目主持，並在《全民最大黨》、壹電視《搞電影》不定期演出。
2014年，正式以陳大天的新藝名以歌手身份出道，但因為本人聲音還是很像陳奕迅和李榮浩而被誤會。
2022年進行聲帶修復微手術，使音域回復正常。

## 爭議

### MV抄襲事件
由陳大天主導製作，藝人何紫妍的歌曲〈可不可愛〉於2020年4月16日發行後，即遭網友發現其MV內容與韓國歌手IU的歌曲〈Palette〉MV高度雷同，包含色調、服裝、動作、布景甚至間奏等元素都有極高的相似度，製作團隊的幕後花絮中也出現〈Palette〉的MV畫面。陳大天隨即在該曲MV下留言「抱歉造成大家負面觀感」道歉，但並沒有直接承認抄襲而僅表示「導演與製作我都是第一次…創作與再創的拿捏，的確需要花更大工夫，造成大家困擾請多包涵。」。

### 逃避兵役事件
2025年王大陸才被抓包「偽造不實病歷」閃兵，由於有藝人意圖逃避兵役的前例，在檢警擴大調查之後，5月14日陳大天以涉案關係人遭檢警拘提到案，面對媒體全程低頭不語，迅速進入警局，之後移送至臺灣新北地方檢察署複訊，訊後以25萬元交保，同一日所屬經紀公司發布聲明陳大天所造成社會不良示範，本公司表示深感遺憾且全力配合檢調調查；原定由陳大天參演的果陀劇場《三個傻瓜》舞台劇宣布取消。5月17日《三個傻瓜》舞台劇的負責方果陀劇場發出聲明，取消陳大天後續所有場次演出，也宣布原角色將由演員方延恩接替演出。而由陳大天參演另一部舞台劇《莎姆雷特》製作團隊在5月20日發表聲明，因陳大天逃避兵役事件引發社會關注，但本劇沒有規劃預備演員來接替該角色，仍由陳大天繼續參與演出，期盼社會大眾可以諒解。6月16日臺灣新北地方檢察署對陳大天涉閃兵案宣告偵結，涉案人一併起訴。

## 演出作品

### 電視劇
- 2012年 台視《東門四少》飾 男演員
- 2013年 中視《女王的誕生》飾 黃書郎
- 2013年 八大綜合台《原來是美男》飾 電視節目主持人
- 2014年 八大綜合台《流氓蛋糕店》飾 晨跑者
- 2015年 東森綜合台《必娶女人》飾 崔金發（崔大嘴）
- 2017年 民視《機密訊號》飾 謝春福
- 2018年 愛奇藝《以你為名的青春》飾 老師
- 2018年 台視 東森綜合台 《愛的3.14159》飾 侯子成
- 2018年 華視《搖滾畢業生》飾 洪大俊
- 2019年 華視《守著陽光守著你》 飾 宋忠濟
- 2023年 公視、三立都會台《地獄里長》飾 連大風
- 2025年 Netflix《忘了我記得》飾 脫口秀主持人

### 電影
- 2012年《犀利人妻最終回：幸福男·不難》（客串 新郎）
- 2014年《軍中樂園》（飾演 小寶的軍中學長）
- 2015年《我們全家不太熟》（飾演 啞牙）
- 2017年《健忘村》（飾演 石剝皮的手下）
- 2018年《范保德》（飾演 阿弟）

### 舞台劇
- 2008年 果陀劇場《我要成名歌舞劇─美好世界》
- 2008年 果陀劇場《針鋒對決－Othello》
- 2009年 果陀劇場《傻瓜村》
- 2018年 故事工廠《變聲偵探》
- 2020年 亮棠文創 《莎姆雷特》
- 2023年 果陀劇場《冒牌天使》
- 2024年 果陀劇場 《穿越門中門》
- 2025年 果陀劇場 《三個傻瓜》
- 2025年 屏風表演班《莎姆雷特》

### 音樂錄影帶(MV)
- 2011年 周杰倫《水手怕水》（《驚嘆號》專輯）
- 2016年黃路梓茵《好喜歡你》（飾劇中女主角求婚者）

### 廣告
- 2011年 adidas CLIMA COOL 夏日大逃走

### 影片作品
- 2017-2018年 《繪梨醬的告白日記》

### 活動表演
- 2007年 文化大學文化一週創意市集模仿秀表演
- 2009年 廣達電腦家庭日脫口秀模仿表演
- 2011年 台中中友百貨說唱表演藝術節《全民盛典》
- 2017年 南投縣跨年活動主持
- 2023年 桃園市跨年活動主持

## 音樂作品

### 單曲
- 2008年 〈OAO〉收錄於《快樂2世代》（豐華唱片）
- 2012年 〈半個世紀的故事〉( 詞：張睿驛、林祐世、張維婷 曲：境外樂團)(為了文化大學五十周年校慶演唱作品，與曾昱嘉、魏如昀合唱，收錄在《華岡50》單曲中，未進行商業性販售。)
- 2019年 〈記得我的歌〉
- 2020年 〈雞雞歌〉
- 2023年 〈沒比較就沒有傷害 〉(與韋禮安、許富凱合唱)

### 專輯
| 發行日期       | 專輯名稱             | 發行公司 | 語言 | 曲目 |
| -------------- | -------------------- | -------- | ---- | --- |
| 2014年11月11日 | 《陳大天告白日記》   | 豐華唱片 | 國語 | 歌曲 1. 俄羅斯娃娃 2. 每每 3. Rock N Roll is Dead 4. Line 886 5. 釣蝦 6. 無能為力 7. 娘子啊 快跟牛魔王出來看上帝 8. 南丁格爾 9. 別人的女人 10. 金槍不倒 |
| 2015年9月9日   | 《刀在》             | 豐華唱片 | 國語 | 歌曲 1. 刀在 |
| 2015年11月22日 | 《鳥人》             | 豐華唱片 | 國語 | 歌曲 1. 鳥人 |
| 2015年12月20日 | 《苦澀模式》         | 豐華唱片 | 國語 | 歌曲 1. 苦澀模式 |
| 2016年6月21日  | 《一百種失戀的方法》 | 豐華唱片 | 國語 | 歌曲 1. 一百種失戀的方法 2. 哪裡來的勇氣 3. 一句話惹毛女朋友 4. 暖場男朋友 5. 不僅想你 6. 決定一個人 7. 小秦小艾 8. c8c8 9. 苦澀模式 10. 刀在           |
| 2019年1月22日  | 《記得我的歌》       | 豐華唱片 | 國語 | 歌曲 1. 記得我的歌 |

## 主持節目

### 電視節目
- 2008年 台視《早安家族New Star》節目旁白
- 2012年 台視《百萬小學堂》（搭檔曾寶儀）
- 2012年 台視《百萬大明星》（搭檔張小燕、黃子佼）
- 2012年 壹電視《搞電影》
- 2014年 三立都會台《愛玩客》（搭檔阿達）
- 2015年 台視《萬萬沒想到－女王的密室第貳彈》
- 《全民最大黨》

### 廣播節目
- 飛碟電台《就愛盧音樂》（已停播）
- 飛碟電台南台灣之聲FM103.9《瞎掰百分百》(搭檔小白（張尹澤）) （已停播）
- 飛碟電台《飛碟五子奇》（代班）

## 外部連結
- 陳大天 Daniel Chen的Facebook專頁
- 陳大天 Daniel Chen的新浪微博
- 陳大天在香港影庫上的簡介